# Hippocephala
Hippocephala is een kevergeslacht uit de familie van de boktorren (Cerambycidae). De wetenschappelijke naam van het geslacht werd voor het eerst geldig gepubliceerd in 1920 door Aurivillius.

## Soorten
Hippocephala omvat de volgende soorten:
- Hippocephala albosuturalis Breuning, 1954
- Hippocephala argentistriata Holzschuh, 2006
- Hippocephala fuscolineata Breuning, 1947
- Hippocephala fuscostriata Breuning, 1940
- Hippocephala dimorpha Gressitt, 1937
- Hippocephala guangdongensis Hua, 1991
- Hippocephala lineaticollis Pic, 1924
- Hippocephala lineolata Aurivillius, 1925
- Hippocephala minor Pic, 1927
- Hippocephala proxima Breuning, 1940
- Hippocephala suturalis Aurivillius, 1920